# Condado de Revilla Gigedo

Escudo de los primeros condes de Revillagigedo, a partir del primer conde, Juan Francisco Güemes y Horcasitas. Manto de grandeza de España

El condado de Revilla Gigedo (también, Revillagigedo) es un título nobiliario español de carácter hereditario. Fue concedido, junto con el vizcondado previo de Gigedo, por el rey Fernando VI el 11 de septiembre de 1749 a favor de Juan Francisco Güemes y Horcasitas, capitán general y virrey de la Nueva España.
El rey Carlos IV concedió la grandeza de España a este título el 5 de septiembre de 1803, siendo Antonio María de Güemes Pacheco de Padilla el III conde de Revilla Gigedo.

## Condes de Revilla Gigedo
|                          | Titular                                                        | Periodo                  |
| Creación por Fernando VI | Creación por Fernando VI                                       | Creación por Fernando VI |
| ------------------------ | -------------------------------------------------------------- | ------------------------ |
| I                        | Juan Francisco Güemes y Horcasitas                             | 1749-1766                |
| II                       | Juan Vicente de Güemes y Pacheco de Padilla Horcasitas Aguayo  | 1766-1799                |
| III                      | Antonio María de Güemes y Pacheco de Padilla                   | 1799-1804                |
| IV                       | Carlota Luisa de Güemes y Muñoz de Loaisa                      | 1804-1834                |
| V                        | María Manuela de la Paciencia Fernández de Córdoba y de Güemes | 1848-1871                |
| VI                       | Álvaro de Armada y Fernández de Córdoba                        | 1871-1907                |
| VII                      | Álvaro de Armada y de los Ríos-Enríquez                        | 1908-1923                |
| VIII                     | Álvaro María del Milagro de Armada y Ulloa                     | 1924-2014                |
| IX                       | Álvaro María de Armada y Barcáiztegui                          | 2014-actual titular      |

## Historia de los condes de Revilla Gigedo

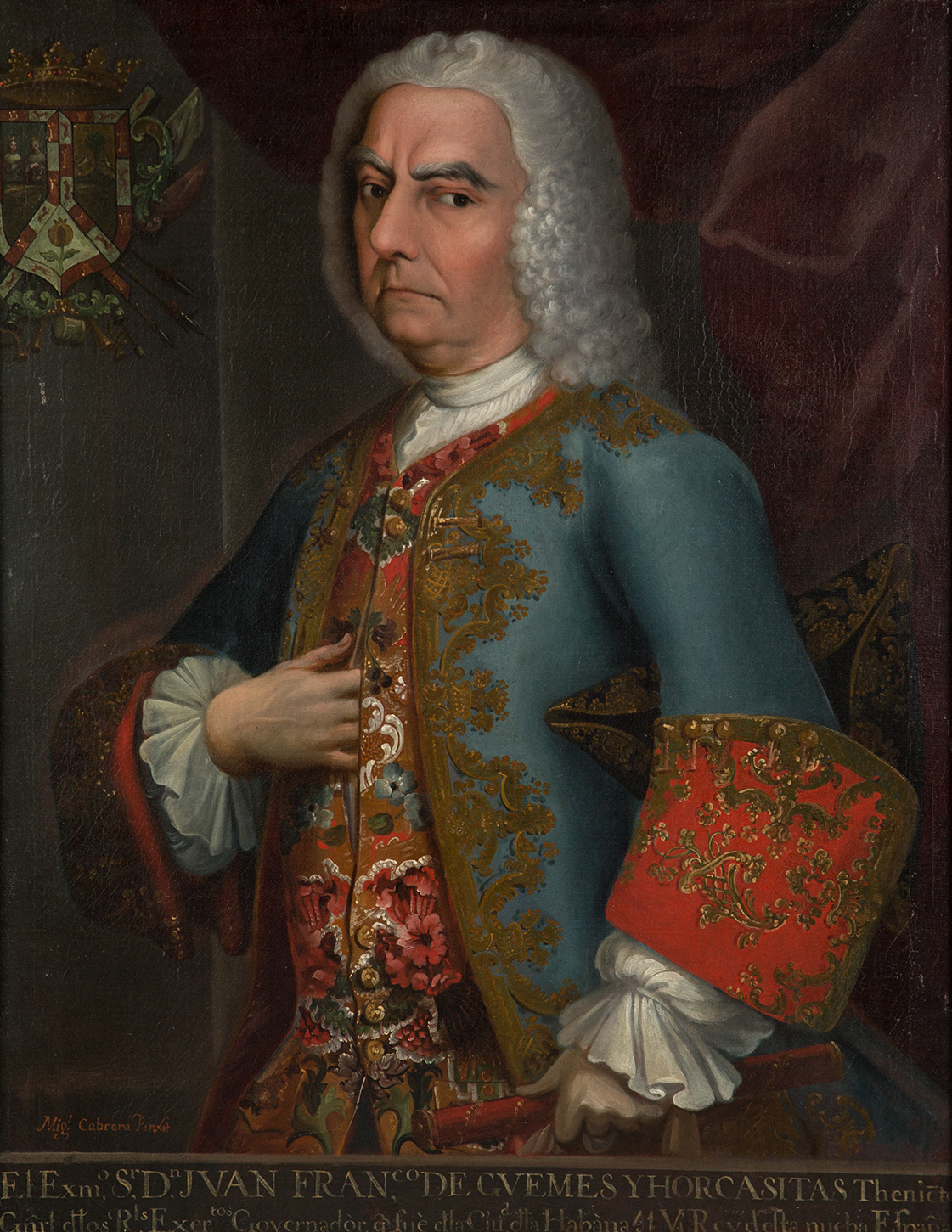
Juan Francisco de Güemes y Horcasitas, I conde de Revilla Gigedo

- Juan Francisco de Güemes y Horcasitas (1681-27 de noviembre de 1766), I conde de Revilla Gigedo,[2] virrey de Nueva España, de Nueva Granada y de Navarra, gobernador de Cuba, presidente del Consejo de Castilla y decano del Consejo de Guerra.[2]

Casó, el 26 de diciembre de 1733, con Antonia Pacheco de Padilla y Aguayo. Le sucedió su hijo:

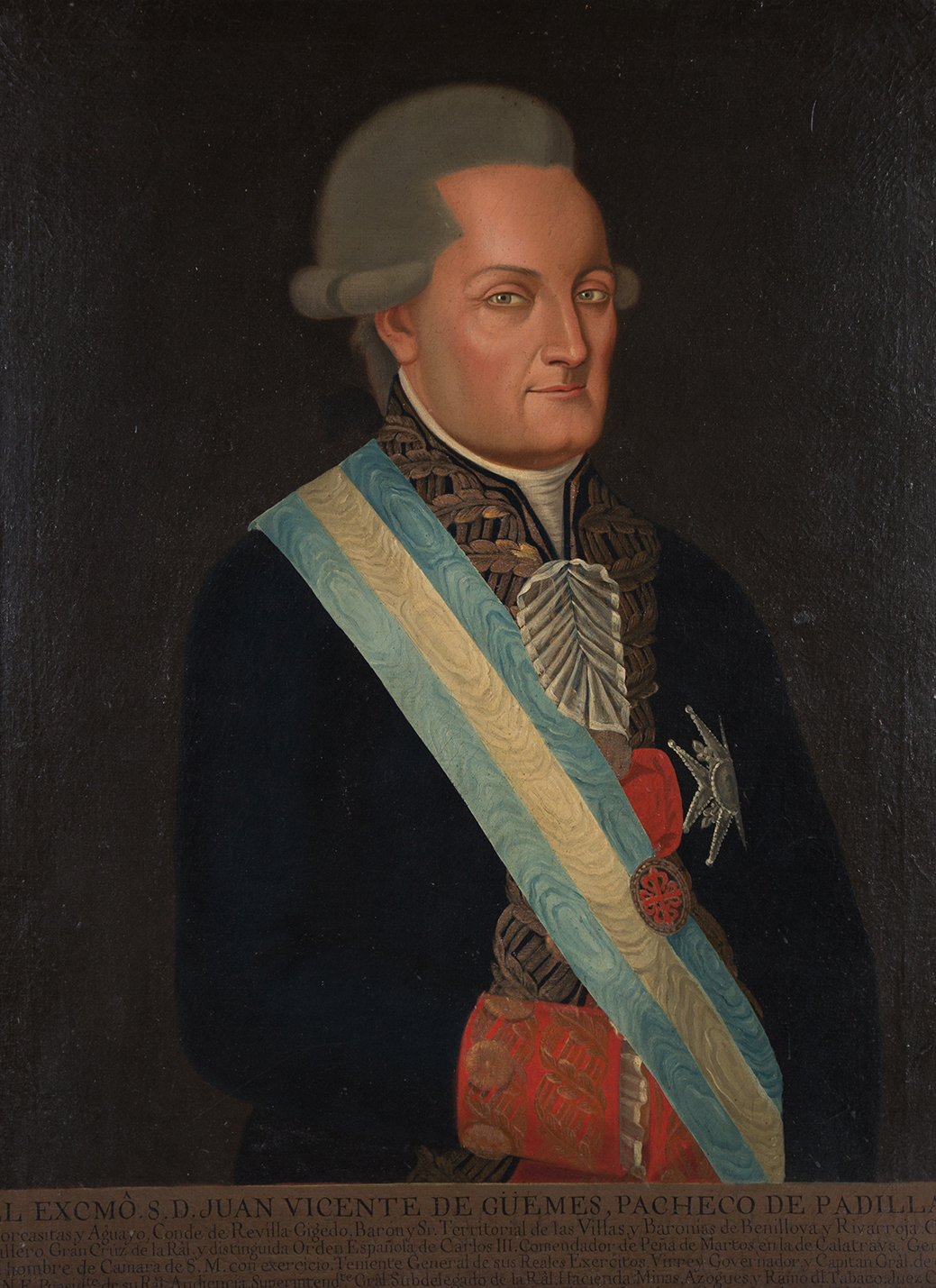
Juan Vicente de Güemes y Pacheco de Padilla, II conde de Revilla Gigedo

- Juan Vicente de Güemes y Pacheco de Padilla Horcasitas Aguayo (1738-12 de mayo de 1799), II conde de Revilla Gigedo,[2] teniente general y virrey de Nueva España.[2]

Le sucedió su hermano:
- Antonio María de Güemes y Pacheco de Padilla y Horcasitas (1742-2 de abril de 1804), III conde de Revilla Gigedo,[2] I conde de Güemes, creado grande de España de primera clase el 4 de octubre de 1802.

Casó, el 10 de febrero de 1790, con Juana María Muñoz Jofré de Loaysa y Salcedo. Le sucedió, su hija:
- Carlota Luisa de Güemes y Muñoz de Loaysa (1792-3 de marzo de 1834) IV condesa de Revilla Gigedo,[2] grande de España, II condesa de Güemes, señora de las baronías de Benilloba y Ribarroja en el reino de Valencia.

Casó, el 26 de julio de 1811, con José María Fernández de Córdoba y Cascajares, V marqués de Canillejas, gentilhombre de cámara del rey y su embajador en Portugal. Le sucedió su hija:
- María Manuela de la Paciencia Fernández de Córdoba y de Güemes (1822-18 de abril de 1871), V condesa de Revilla Gigedo,[2] VI marquesa de Canillejas, III condesa de Güemes, grande de España, dama de la reina y de la Banda de María Luisa.[3]

Casó con Álvaro de Armada y Valdés (Oviedo, 11 de mayo de 1817-Gijón, 23 de junio de 1889), V marqués de San Esteban de Natahoyo, VII marqués de Santa Cruz de Rivadulla, XVI adelantado mayor de la Florida,  coronel de infantería, regidor de Oviedo, gobernador civil de Madrid, varias veces diputado y senador del Reino, caballero de la Montesa y de Carlos III. Le sucedió su hijo:
- Álvaro de Armada y Fernández de Córdoba (Gijón, 8 de febrero de 1843-22 de septiembre de 1907), VI conde de Revilla Gigedo,[2] VI marqués de San Esteban de Natahoyo, VIII marqués de Santa Cruz de Rivadulla, IV conde de Güemes, grande de España y XVII adelantado mayor de la Florida.[5]

Casó, el 20 de mayo de 1872, con María del Carmen Rafaela de los Ríos Enríquez y Miranda (m. 26 de diciembre de 1931), hija de Ramón de los Ríos Valdés y María Josefa Miranda de Grado Valdés. Le sucedió su hijo:
- Álvaro de Armada y de los Ríos Enríquez (Madrid, 9 de febrero de 1886-25 de noviembre de 1923), VII conde de Revilla Gigedo,[2] VII marqués de San Esteban de Natahoyo, V conde de Güemes, grande de España y XVIII adelantado mayor de la Florida.[5]

Contrajo matrimonio, el 15 de octubre de 1912, con María de la Concepción de Ulloa y Fernández Durán, hija de Gonzalo María Ulloa y Calderón, marqués de Castro Serna y conde de Adanero, y de Josefa Fernández Durán y Caballero. Le sucedió su hijo:

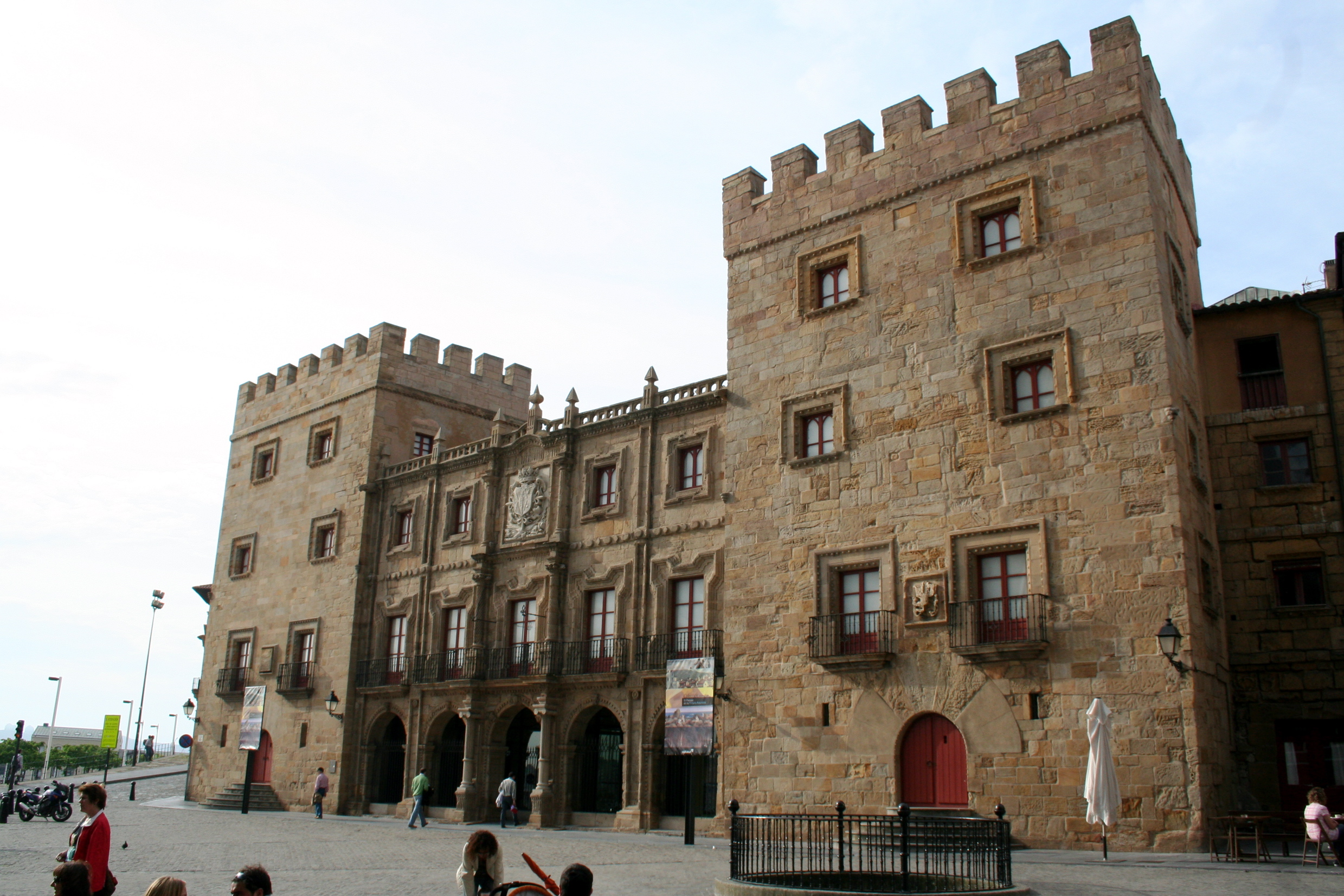
Vista general de la fachada principal del palacio de los condes de Revilla Gigedo (Gijón)

- Álvaro María del Milagro de Armada y Ulloa (Madrid, 22 de diciembre de 1920-Madrid, 9 de enero de 2014),[6] VIII conde de Revilla Gigedo,[2] VIII marqués de San Esteban de Natahoyo,[1] VI conde de Güemes, grande de España, XIX adelantado mayor de la Florida y coronel de artillería.[7][8][6]

Casó, en Fuenterrabía el 1 de julio de 1950, con Carmen Barcáiztegui y Uhagón (m. Madrid, 25 de noviembre de 1923-Quinta Peña de Francia, 5 de agosto de 1918), hija de José Javier de Barcáiztegui, III marqués de Tabalosos, IV conde del Llobregat. Le sucedió su hijo:
- Álvaro María del Milagro de Armada y Barcáiztegui (n. Madrid, 31 de octubre de 1953), IX conde de Revilla Gigedo,[10] VII conde de Güemes y XX adelantado mayor de la Florida.

Contrajo matrimonio el 9 de enero de 1981 con Hilda Pía Falcó y Medina, VIII condesa de Villanueva de las Achas, hija de Felipe Falcó y Fernández de Córdoba, XI marqués de Pons, primogénito de la casa de Montellano.